# Paracontias
Paracontias is een geslacht van hagedissen uit de familie skinken (Scincidae).

## Naam en indeling
De wetenschappelijke naam van de groep werd voor het eerst voorgesteld door François Mocquard in 1894. Er zijn veertien soorten, inclusief Paracontias ampijoroensis en Paracontias mahamavo, die pas in 2016 voor het eerst werden beschreven. In veel literatuur wordt daarom een lager soortenaantal vermeld.

## Verspreidingsgebied en habitat
Alle soorten komen endemisch voor in Madagaskar. vrijwel alle soorten leven in het noorden van het eiland. De habitat is variabel, van vochtige bossen tot meer droge bossen of zanderige streken zoals kustduinen. Veel soorten graven in de bodem of in de strooisellaag.
Door de internationale natuurbeschermingsorganisatie IUCN is aan twaalf soorten een beschermingsstatus toegewezen. Twee soorten worden als 'veilig' (Least Concern of LC) beschouwd, vier soorten als 'onzeker' (Data Deficient of DD). Twee soorten staan te boek als 'gevoelig' (Near Threatened of NT) en een soort wordt als 'kwetsbaar' (Vulnerable of VU) gezien. Paracontias fasika, Paracontias minimus en ten slotte Paracontias rothschildi worden beschouwd als 'ernstig bedreigd' (Critically Endangered of CR). Deze skinken hebben alle drie een zeer klein verspreidingsgebied en zijn daarnaast slechts bekend van een enkele locatie.

## Soorten
Het geslacht omvat de volgende soorten, met de auteur en het verspreidingsgebied.
| Naam                      | Auteur                                                            | Verspreidingsgebied                            |
| ------------------------- | ----------------------------------------------------------------- | ---------------------------------------------- |
| Paracontias ampijoroensis | Miralles, Jono, Mori, Gandola, Erens, Köhler, Glaw & Vences, 2016 | Noordwestelijk Madagaskar                      |
| Paracontias brocchii      | Mocquard, 1894                                                    | Uiterst noordelijk Madagaskar                  |
| Paracontias fasika        | Köhler, Vences, Erbacher & Glaw, 2010                             | Madagaskar                                     |
| Paracontias hafa          | Andreone & Greer, 2002                                            | Uiterst noordelijk Madagaskar                  |
| Paracontias hildebrandti  | Peters, 1880                                                      | Noordelijk Madagaskar                          |
| Paracontias holomelas     | Günther, 1877                                                     | Noordoostelijk en centraaloostelijk Madagaskar |
| Paracontias kankana       | Köhler, Vieites, Glaw, Kaffenberger & Vences, 2009                | Noordelijk Madagaskar                          |
| Paracontias mahamavo      | Miralles, Jono, Mori, Gandola, Erens, Köhler, Glaw & Vences, 2016 | Noordwestelijk Madagaskar                      |
| Paracontias manify        | Andreone & Greer, 2002                                            | Noordelijk Madagaskar                          |
| Paracontias milloti       | Angel, 1949                                                       | Madagaskar (Nosy Mamoko, Nosy Mitsio)          |
| Paracontias minimus       | Mocquard, 1906                                                    | Uiterst noordelijk Madagaskar                  |
| Paracontias rothschildi   | Mocquard, 1905                                                    | Uiterst noordelijk Madagaskar                  |
| Paracontias tsararano     | Andreone & Greer, 2002                                            | Noordelijk Madagaskar                          |
| Paracontias vermisaurus   | Miralles, Köhler, Vieites, Glaw & Vences, 2011                    | Noordelijk Madagaskar                          |